# 3196 Маклай
3196 Маклай (3196 Maklaj) — астероїд головного поясу, відкритий 1 вересня 1978 року.
Названий на честь науковця Миколи Миклухо-Маклая.
Тіссеранів параметр щодо Юпітера — 3,225.